# Hồ Elementaita
Hồ Elementaita là một hồ nước ngọt nằm trong Thung lũng Tách giãn Lớn, cách khoảng 120 km về phía tây bắc của Nairobi, Kenya.

## Tên
Elmenteita có nguồn gốc trong ngôn ngữ Masaai từ muteita có nghĩa là "nơi bụi bặm", một tham chiếu cho cảnh quan khô cằn và bụi bặm của khu vực, đặc biệt là giữa tháng giêng và tháng ba. Gilgil là một thị trấn nhỏ gần hồ. Elmenteita thuộc chuỗi các hồ phía Đông thung lũng Tách giãn Lớn, nó nằm giữa hai hồ Naivasha và Nakuru. Tuyến đường cao tốc Nairobi - Nakuru (đường A104) chạy dọc theo vách đá tạo thành cảnh quan ngoạn mục nhìn xuống hồ. Ngày nay, Elmenteita là một khu bảo tồn các loài chim mặt nước nổi tiếng, cùng với Nakuru và Bogoria là một phần của Di sản thế giới của UNESCO, với tên gọi Hệ thống các hồ Kenya trong Thung lũng Tách giãn Lớn.
Phía nam của hồ là suối nước nóng "Kekopey" là nơi phổ biến, đến mức những người Maasai địa phương cho rằng, tắm ở đây có thể chữa khỏi AIDS. Các bụi lau sậy quanh hồ là nơi trú ẩn và sinh sản của loài bồ nông và vạc.

## Lịch sử

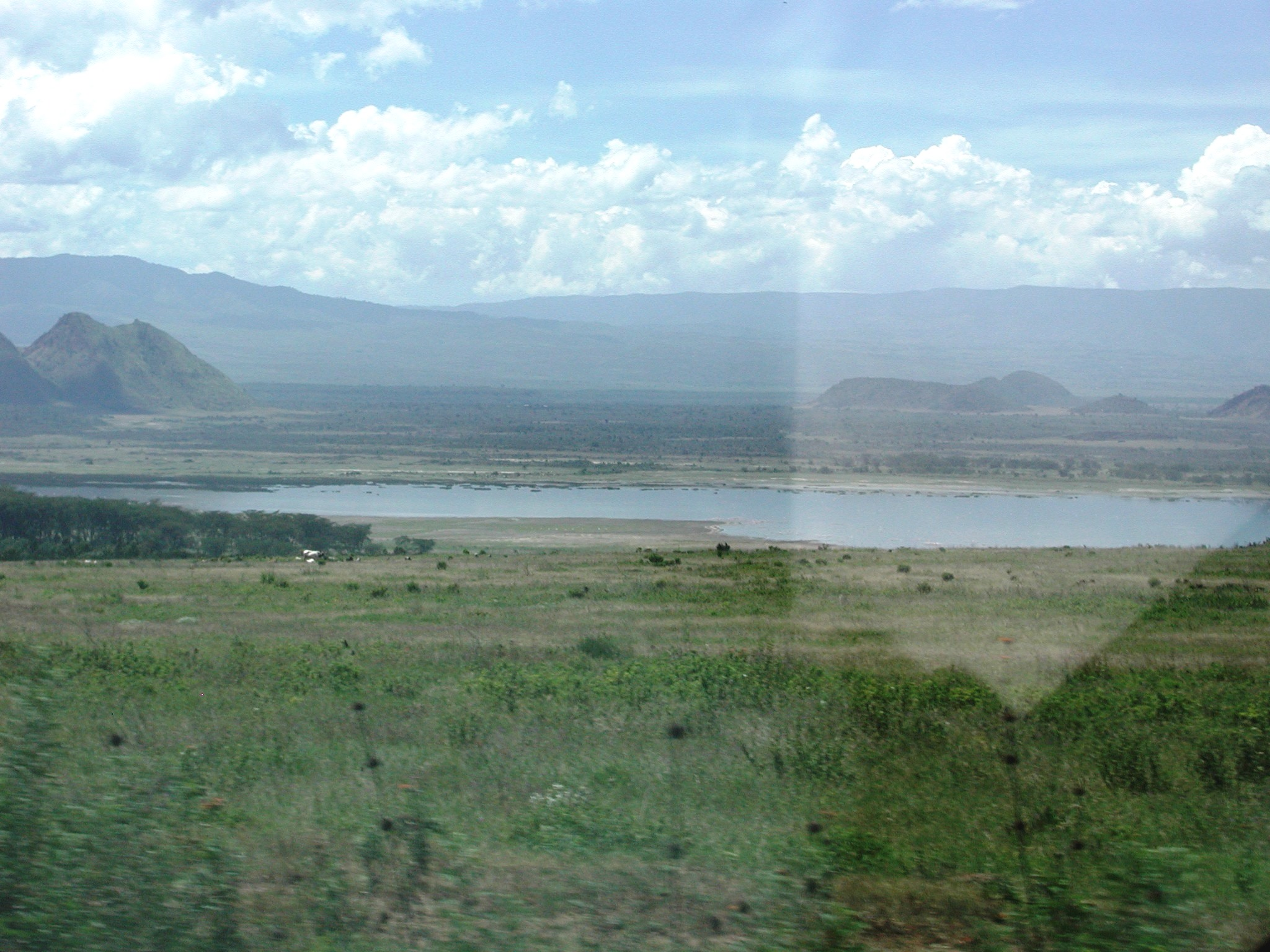
Hồ Elmenteita nhìn từ cao tốc Nairobi-Nakuru.

Khu vực hồ Elmenteita xuất hiện những người da trắng khi Hugh Cholmondeley thành lập Soysambu, một trang trại rộng 48.000 mẫu Anh (190 km2) ở phía tây hồ. Sau đó ông đã tặng phần đất phía bên kia của hồ cho người anh em rể của mình là Galbraith Lowry Egerton Cole. Trang trại ngày nay vẫn được con cháu của Hugh Cholmondeley quản lý. Khu vực này chiếm đến 2/3 bờ hồ và là nhà của hơn 12.000 loài động vật hoang dã. Năm 2005, hồ Elmenteita đã được chỉ định là một vùng đất ngập nước có tầm quan trọng quốc tế, theo công ước Ramsar.

## Hệ sinh thái

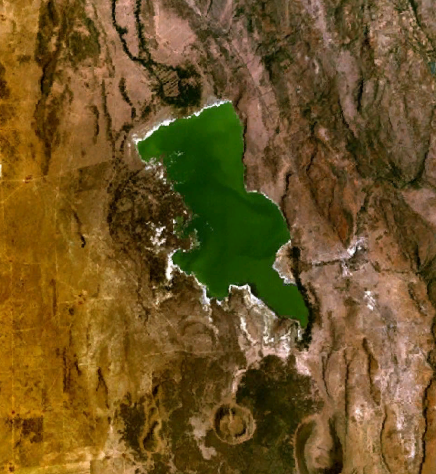
Hồ Elmenteita, như nhìn thấy từ trên không.

Có hơn 400 loài chim được ghi nhận ở lưu vực hồ Nakuru và Elmenteita. Elmenteita là nơi thu hút hai loài hồng hạc nhỏ và hồng hạc lớn tới đây kiếm ăn. Thức ăn của chúng là các loài giáp xác, côn trùng và ấu trùng được nuôi dưỡng bởi vi khuẩn lam. Cá rô phi đưa đến vùng hồ Magadi vào năm 1962 khiến số lượng hồng hạc giảm đi đáng kể. Điều này là do cá rô phi khiến thu hút các loài chim săn mồi ăn cá và ăn cả trứng, chim non. Hơn một triệu chim hồng hạc trước đây từng sống ở hồ Elmenteita được cho là đã di trú tới hồ Natron ở Tanzania để kiếm ăn. Bên bờ hồ Elmenteita là nơi các loài ngựa vằn, Linh dương Gazelle, Linh dương Eland và Lợn rừng cư trú.
Hồ Elmenteita khá nông (độ sâu dưới 1 mét) và thường có những bãi bùn trong mùa khô. Trong khoảng thời gian cuối thời kỳ Pleistocen, đầu Holocen, Elmenteita và Nakuru từng là một hồ lớn. Điều này được xác nhận qua các lớp trầm tích tại nhiều địa điểm khác nhau xung quanh lưu vực hồ, bao gồm cả khu vực bờ hồ trước đây trong quá khứ. Gần đây, do hoạt động của con người tăng, cùng với việc lưu vực hồ khô cạn khiến số lượng hồng hạc giảm sút đáng kể.

## Địa điểm khác
Cách đó không xa là Bảo tàng Kariandusi, một địa điểm thời tiền sử quan trọng, nơi những chiếc rìu đá cầm tay và dao cắt được nhà khảo cổ học người Anh Louis Leakey phát hiện năm 1929. Elmenteita Badlands là một dòng dung nham nằm ở phía nam của hồ bị bao phủ bởi một cây bụi là nơi có một số đỉnh núi vô cùng ngoạn mục.